# Приморский (Красноярский край)
Приморский — посёлок в Новосёловском районе Красноярского края России. Входит в состав Анашенского сельсовета.

## География
Посёлок расположен в 49 км к югу от районного центра Новосёлово.

## Население
| 2010 |
| ---- |
| 31   |

Гендерный состав
По данным Всероссийской переписи населения 2010 года 16 мужчин и 15 женщин из 31 чел.